# Schismatoglottis acutifolia
Schismatoglottis acutifolia är en kallaväxtart som beskrevs av Adolf Engler. Schismatoglottis acutifolia ingår i släktet Schismatoglottis och familjen kallaväxter. Inga underarter finns listade.